# Post Pop Depression
Post Pop Depression es el decimosexto álbum de estudio del músico estadounidense Iggy Pop, publicado el 18 de marzo de 2016 y producido por Josh Homme. Cuenta con las colaboraciones del mismo Homme y Dean Fertita de Queens of the Stone Age y Matt Helders de Arctic Monkeys.

## Lista de canciones
| N.º | Título                  | Duración |  |
| 1.  | «Break Into Your Heart» | 3:54     |  |
| 2.  | «Gardenia»              | 4:14     |  |
| 3.  | «American Valhalla»     | 4:38     |  |
| 4.  | «In the Lobby»          | 4:14     |  |
| 5.  | «Sunday»                | 6:06     |  |
| 6.  | «Vulture»               | 3:15     |  |
| 7.  | «German Days»           | 4:47     |  |
| 8.  | «Chocolate Drops»       | 4:02     |  |
| 9.  | «Paraguay»              | 6:25     |  |

## Personal
- Iggy Pop – Voz, guitarra acústica
- Josh Homme – Coros, guitarra, bajo, teclados, batería
- Dean Fertita – Coros, guitarra, bajo, teclados, batería
- Matt Helders – Coros, batería, percusión